# Slaget om Bengtskär

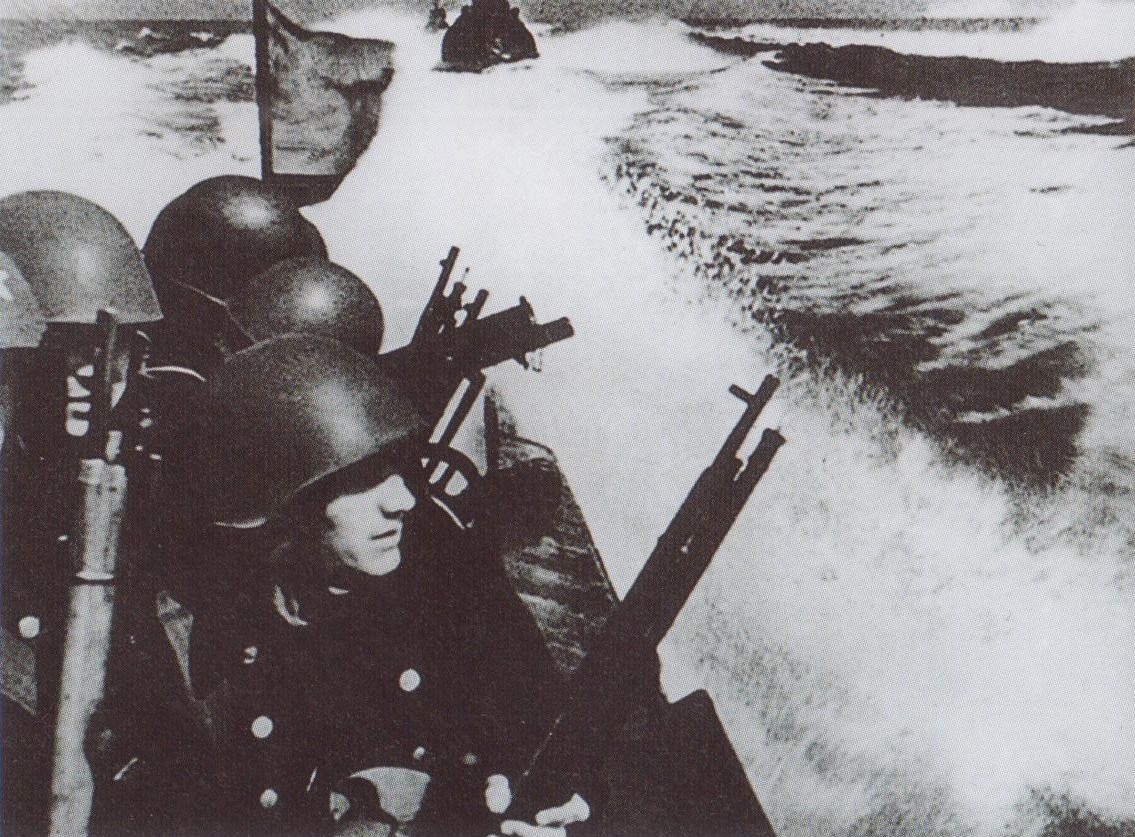
Sovjetisk stormtrupp på väg från Hangöbasen till Bengtskär.

Slaget om Bengtskär utkämpades under fortsättningskriget. Det ägde rum mellan klockan 01.00 och klockan 17.17 den 26 juli 1941 på fyrön Bengtskär utanför sydvästra Finlands kust. Till en början utkämpades slaget mellan en liten finländsk styrka på cirka 32 man och en dubbelt så stor sovjetisk invasionsstyrka. Efter omkring fem timmars strider fick den finländska styrkan på skäret förstärkning av 9 + 83 stridsdugliga soldater. Som allra mest deltog över 700 man från alla finländska vapenslagen (majoriteten var kustartillerister som sköt från närbelägna öar). Resultatet var en finländsk seger.
Bengtskär var genom sitt geografiska läge av militärstrategisk betydelse. Från Bengtskär kunde inloppet till Finska viken överblickas men dock inte behärskas eftersom skäret var för litet att befästas.

## Bakgrund
Slaget om Bengtskär föregicks några dygn tidigare av sovjetiska krigshandlingar på ön Morgonlandet. Den 16 juli 1941 trängde en pluton sovjetiska soldater i land på Morgonlandet och tog den finländska vaktstyrkan tillfånga. Plutonen kom från den av Sovjetunionen arrenderade flottbasen på Hangö udd. Efter vinterkriget fick Finland avstå från Hangö udd till Sovjetunionen för en tid av 30 år.

## Slagets förlopp
Den 22 juli 1941 på kvällen fick löjtnant Fred Luther ett telefonbud till sitt kompanikansli i Rosala. Han fick order om att, utan dröjsmål, samla ihop en pluton och med den bege sig till Bengtskär via Örö. Plutonen bestod av 22 alternativt 24 man. Huvudparten av plutonens mannar var hemmahörande från svenskbygderna i Finland, det vill säga finlandssvenskar. På Örö försåg de sig med vapen och taggtråd. Beväpningen bestod till huvuddelen av svenska vapengåvor, bland annat Mausergevär och  Bergmann maskinpistoler. Plutonens fortskaffningsmedel var en flottilj av långsamma fiskarmotorbåtar ombyggda till landstigningsfartyg. Marschfarten var 4 knop.
Det var med stor spänning plutonen närmade sig Bengtskär för ingen av dem visste, med säkerhet, om fienden redan erövrat skäret. Det visade det sig att farhågorna var obefogade. Då mannarna hoppade iland klockan 02.00 den 23 juli 1941 togs de emot av undersergeant Ryyppö, som förde befälet över fyra man, på ön. Han kunde, till de nyanländas stora lättnad, meddela att allt var lugnt. Senare samma dag satte nye befälhavaren Fred Luthers pluton igång med befästningsarbeten men möjligheterna att åstadkomma något verkligt avskräckande var begränsade. Där det gick för sig rullade de dock ut så kallade taggtrådsrullar. Under första dagen anlände ytterligare några finländare till ön. Det var undersergeant Esko Nurmi tillsammans med antingen 2 eller 4 man (exakt antal har inte kunnat verifieras). De hade med sig en 30 millimeters Madsen automatkanon avsedd för luftvärn. Den ställdes i en grop på västra sidan av fyrbyggnaden.
Natten mot den 26 juli 1941 omkring klockan 01.00 upptäckte vaktposten i tornet båtar som närmade sig ön. Sikten var dålig den här natten, det låg dis över vattnet och det var i det närmaste stiltje. Vaktposten hade fått order om att anropa alla ankommande flytetyg med blinksignal och begära lösen, vilket han också gjorde. Båtarna svarade med otydliga blinksignaler och fortsatte sin färd mot land. Innan vaktposten hann fråga på nytt hade båtarna hunnit lägga till mot strandbrynet och landstigningen påbörjats. Fienden landsteg på södra udden av Bengtskär. Enligt sovjetiska uppgifter satte de i land 60 man, men finländarna på skäret uppskattade dem till ännu fler. Det råder divergerande versioner om vad som verkligen hände under landstigningen. En version går ut på att det fanns en finländsk vaktpost vid namn Nystrand på stranden som trodde att det var egna män som anlände och hjälpte dem godtroget med trossen. En annan version påstår att vaktposten blev omedelbart dödad och en tredje version påstår att vaktposten hann springa undan och gömma sig. Enligt undersergeant Esko Nurmis version så hade han vaknat av att vaktposten sprang utanför hans fönster och skrek hysteriskt på svenska: ”Ryssen är här”. Undersergeant E. Nurmi samlade, utan dröjsmål, sina två (fyra) man och sprang utan vapen till ut till sitt kanonnäste. Där stannade han största delen av striden.
Befälhavaren Fred Luther väcktes abrupt av en finskspråkig soldat som ropade på finska: ”Herr löjtnant. Nu kommer de”, varpå Luther frågade: ”Vem”. ”Nå, ryssarna” svarade soldaten. Befälhavaren Luther rusade till sitt fönster som låg på tredje våningen och kunde urskilja några figurer där ute i mörkret. I tron att det var egna mannar ropade han: ”Bemanna ställningarna”. Till svar fick han en maskinpistolserie genom fönstret. Befälhavaren sprang därefter barfota ner för trapporna och när han kom till tornets södra hörn såg han tre man bära ut ett maskingevär. De ställde ner det på marken ungefär fyra meter från dörren. Skytten försökte, på en gång, få laddningsgrepp på vapnet men det strejkade. Strax därpå hörde befälhavaren Luther en fientlig maskinpistolserie smattra till i närheten och skytten (Edgar Holmström) sjönk ihop i Luthers armar. De sista orden skytten utbrast var: ”Fullträff pojkar”. Utan att tänka på sin egen säkerhet försökte befälhavaren själv rätta till störningen i maskingeväret men utan resultat. Medan han höll på kom en handgranat och slog ned bara en meter till höger framför honom. Som genom ett under blev befälhavaren Luther endast lätt sårad och drog sig, illa kvickt, tillbaka in i huset. Därifrån ropade han med hög röst: ”Vi drar oss in i huset”. Undersergeant Esko Nurmi som var med två man vid sitt kanonnäste hörde inte uppmaningen. Inte heller undersergeant Harry Bjelke med fyra man (soldaterna: Eriksson, Gustafsson och Åberg) hörde uppmaningen. Bjelkes mannar bemannade en ställning som låg invid husväggen på norra sidan. De låg där i en och en halv timme och drog sig tillbaka in i huset först när deras ammunition tog slut. Under reträtten stupade soldat Åberg. Ungefärlig tidpunkt för reträtten var 02.45.
Efter incidenten med handgranaten skyndade sig befälhavaren Luther upp till sitt kansli i tredje våningen. Väl uppe fick han syn på välväxte soldaten Anjalin stående vid fönstret med en buntladdning i ena handen och ett gevär i andra handen. Luther gick också fram till fönstret och spejade sedan en stund ut mot fienden. Luther gav soldaten order att skjuta på en fiendebåt som lade i land vid södra udden. Soldaten gjorde som han hade blivit tillsagd och strax därpå bad Luther honom att slänga buntladdningen i en grop där han sett sovjetiska soldater tidigare. Buntladdningen landade mitt i prick. Efter att ha sett detta vände sig Luther om och gick mot radiorummet, men vid tröskeln hörde han en hård duns. Soldat Anjalin hade fallit ihop död från en träff i huvudet. Nästa dag hittades sju stupade fiender på den plats där soldat Anjalin hade kastat buntladdningen. En av de stupade var ledaren (Kurilov) till den sovjetiska stormtrupp som lätt skulle ha kunnat göra slut på de finländska försvararna, för vid det laget hade de finländska soldaterna på Bengtskär förbrukat nästan all sin ammunition och var därvid så gott som helt försvarslösa. Några pistoler var det enda de hade att försvara sig med och de hoppades innerligt på förstärkningar från andra enheter. Försvararna barrikaderade sig, bäst de kunde, inuti fyren.
Klockan 01.09 hade Bengtskärs radiostation meddelat staben som låg på ön Hitis om fiendens anfall samt bett om hjälp från batterierna på Örö. Örö började sin beskjutning klockan 01.26 och de sköt koncentrerad artillerield mot bestämda mål på Bengtskär. Detsamma gjorde finländska batterierna på Granholms fästning. Det skedde med stor precision. Närmaste skotten slog ned endast 5–10 meter från byggnaden. Löjtnant Luther ledde artillerielden från sitt kansli.
Mannarna på Örö hade också genast tagit kontakt med en flottstyrka bestående av gamla ångdrivna kanonbåtarna ”Uusimaa” och ”Karjala” och en patrullbåt (VMV-13 båt) som låg i Högsåra  norr om Rosala. Enligt det protokoll som radisten på Örö förde så konstaterar Bengtskär klockan 03.43 att egna kanonbåtar syns i riktning 350 grader. Åsynen framkallade stor glädjeyttring bland de finländska soldaterna på Bengtskär. Enligt samma protokoll öppnade de egna kanonbåtarna eld mot fiendeställningarna på Bengtskär klockan 04.16. När kanonbåtarna en stund senare lade till mot strandbrynet samlade undersergeant Åstrand snabbt ihop en landstigningsstyrka (1+11 man). Klockan var då ungefär 05.40. Det gick illa för landstigningsstyrkan, två stupade genast och resten blev med bara huvudet stickande upp över vattenytan liggande i vattnet i cirka 1,5 timme. De kunde ta sig upp ur vattnet först sedan en förstärkning på 83 man från Rosala anlänt. Det tog för den nu 92 man starka truppen en och en halv timme att komma fram till fyren. De hade en oerhört seg fiende emot sig. Med sig hade de ammunition. Klockan var då cirka 07.30.
Ungefär vid samma tidpunkt som den första finländska flottstyrkan anlände började undersergeant Esko Nurmi som befann sig i sitt kanonnäste tillsammans med kanonjär Virtanen (en man hade blivit nedstucken av fienden) befara att det värsta hade hänt alla dem som tagit sin tillflykt in i fyren, eftersom han inte hörde några skott därifrån. Nurmi och Virtanen beslöt att ta sig simmande därifrån. Kanonjär Virtanen lyckades simma till en av kanonbåtarna och blev upplockad av manskapet på den. Undersergeant Nurmi simmade i sin tur till det närbelägna Dömmaskär och blev senare upplockad av en finländsk så kallad A-båt.  
Ungefär klockan 09.30 var striden slut för befälhavaren Fred Luther. Inlindad i en filt bars han ut ur fyren och fördes ombord på kanonbåten ”Uusimaa”. Undersergeant Harry Bjelke tog befälet över mannarna på Bengtskär efter löjtnant Fred Luther. 
Striderna på Bengtskär upphörde den 26 juli 1941  klockan 17.17 då de fyra sista fiendesoldaterna tillfångatogs. Dagen därpå den 27 juli 1941 genomförde dock sovjetiska bombflygplan två bombräder över ön. Den första bombräden ägde rum vid middagstid och den andra på eftermiddagen. Den första bombräden orsakade ingen större skada, men däremot under den andra bombräden fick ryskt bomblyg in en fullträff på fyrbyggnaden. En bomb gick rätt genom taket och exploderade, varvid inre delar av byggnaden rasade över soldaterna som befann sig i nedersta våningen. Elva finländska soldater stupade och arton sårades. Under den andra bombräden låg nye befälhavaren Harry Bjelke i en skreva och såg en bomb falla i en grop bredvid honom. Det kostade honom vänstra handen och högra ögat.

## Ordförklaringar
Finlandssvensk militärbenämning följt av militärbenämning i Sverige:
- Maskinpistol = Kulsprutepistol (k-pist)
- Maskingevär = Kulspruta (ksp)
- Snabbeldskanon = Automatkanon (akan)